# Arcidiocesi di Cape Coast

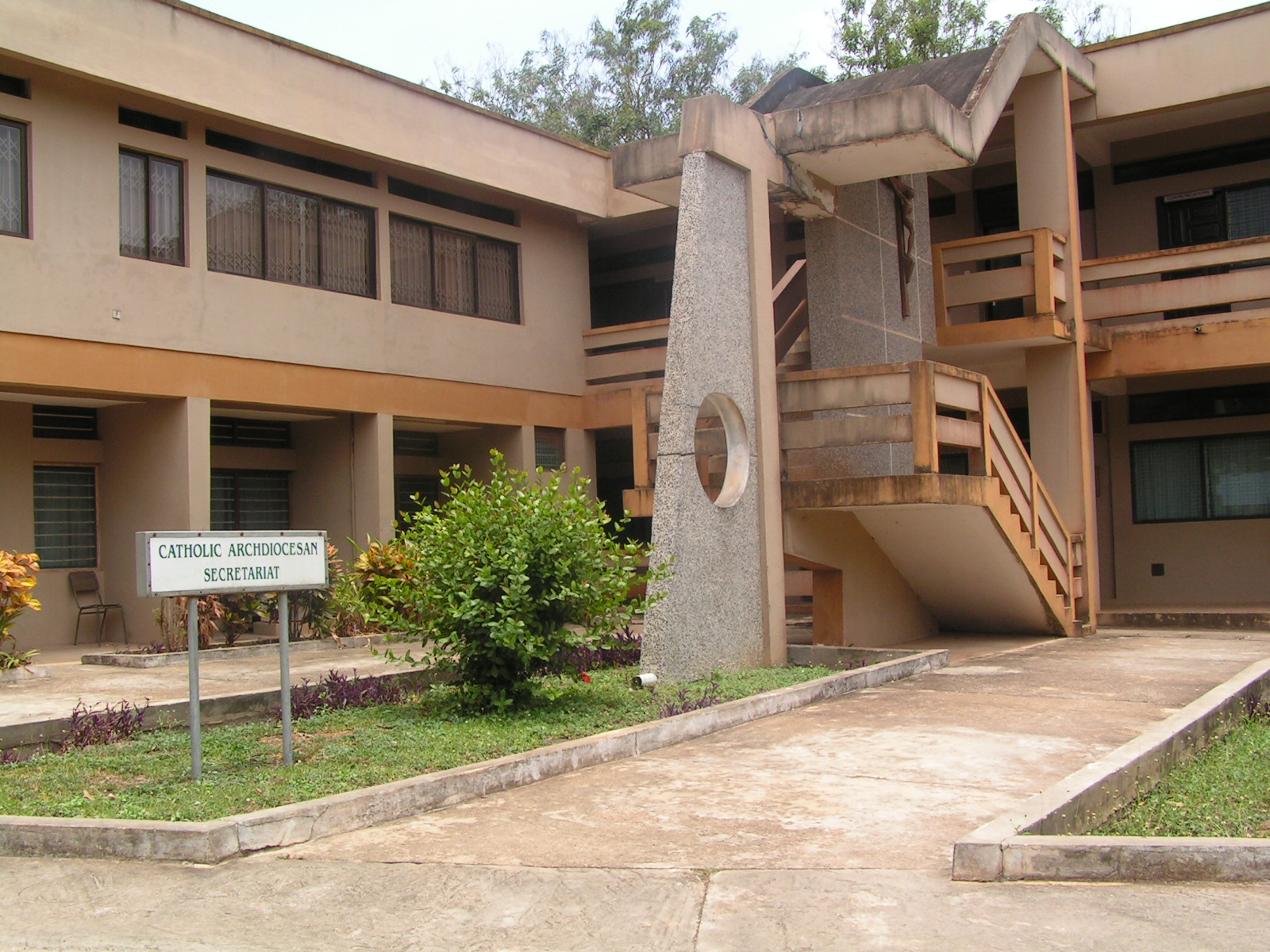
Centro del segretariato dell'arcidiocesi

L'arcidiocesi di Cape Coast (in latino Archidioecesis a Litore Aureo) è una sede metropolitana della Chiesa cattolica in Ghana. Nel 2021 contava 386.588 battezzati su 3.305.608 abitanti. È retta dall'arcivescovo Gabriel Charles Palmer-Buckle.

## Territorio
L'arcidiocesi comprende la Regione Centrale del Ghana.
Sede arcivescovile è la città di Cape Coast, dove si trova la cattedrale di San Francesco di Sales.
Il territorio è suddiviso in 56 parrocchie.

## Storia
La prefettura apostolica della Costa d'Oro fu eretta il 27 settembre 1879, ricavandone il territorio dal vicariato apostolico delle Due Guinee (odierna arcidiocesi di Libreville).
Il 28 giugno 1895 cedette una porzione del suo territorio a vantaggio dell'erezione della prefettura apostolica della Costa d'Avorio (oggi arcidiocesi di Abidjan).
Il 25 maggio 1901 la prefettura apostolica fu elevata a vicariato apostolico con il breve Romanorum Pontificum di papa Leone XIII.
Il 15 marzo 1923, il 2 febbraio 1932 e il 2 dicembre 1943 cedette porzioni del suo territorio a vantaggio dell'erezione rispettivamente dei vicariati apostolici del Volta inferiore (oggi diocesi di Keta-Akatsi) e di Kumasi (oggi arcidiocesi) e della prefettura apostolica di Accra (oggi arcidiocesi).
Il 18 aprile 1950 per effetto della bolla Laeto accepimus di papa Pio XII il vicariato apostolico è stato elevato ad arcidiocesi metropolitana e ha assunto il nome attuale.
Il 20 novembre 1969 ha ceduto un'altra porzione di territorio a vantaggio dell'erezione della diocesi di Sekondi-Takoradi.

## Cronotassi dei vescovi
Si omettono i periodi di sede vacante non superiori ai 2 anni o non storicamente accertati.
- Ange Gaudeul, S.M.A. † (1877 - 1886 deceduto)
- Joseph Pellat, S.M.A. † (1886 - 1893 deceduto)
- Jean-Marie Michon, S.M.A. † (1894 - 1895 deceduto)
- Maximilien Albert, S.M.A. † (16 settembre 1895 - 15 dicembre 1903 deceduto)
- Isidore Klaus, S.M.A. † (4 marzo 1904 - 20 novembre 1905 deceduto)
- François-Ignace Hummel, S.M.A. † (6 marzo 1906 - 13 marzo 1924 deceduto)
- Ernest Hauger, S.M.A. † (13 febbraio 1925 - 14 novembre 1932 dimesso)
- William Thomas Porter, S.M.A. † (25 aprile 1933 - 15 maggio 1959 dimesso[1])
- John Kodwo Amissah † (19 dicembre 1959 - 22 settembre 1991 deceduto)
- Peter Kodwo Appiah Turkson (6 ottobre 1992 - 24 ottobre 2009 nominato presidente del Pontificio consiglio della giustizia e della pace)
- Matthias Kobena Nketsiah (31 maggio 2010 - 11 maggio 2018 ritirato)
- Gabriel Charles Palmer-Buckle, dall'11 maggio 2018

## Statistiche
L'arcidiocesi nel 2021 su una popolazione di 3.305.608 persone contava 386.588 battezzati, corrispondenti all'11,7% del totale.
| anno | popolazione | popolazione | popolazione | presbiteri | presbiteri | presbiteri | presbiteri                | diaconi | religiosi | religiosi | parrocchie |
| anno | battezzati  | totale      | %           | numero     | secolari   | regolari   | battezzati per presbitero | diaconi | uomini    | donne     | parrocchie |
| ---- | ----------- | ----------- | ----------- | ---------- | ---------- | ---------- | ------------------------- | ------- | --------- | --------- | ---------- |
| 1950 | 120.494     | 716.286     | 16,8        | 55         | 10         | 45         | 2.190                     |         | 2         | 26        | 18         |
| 1959 | 195.505     | 910.000     | 21,5        | 84         | 20         | 64         | 2.327                     |         | 13        | 38        | 26         |
| 1969 | 285.079     | 1.675.000   | 17,0        | 76         | 29         | 47         | 3.751                     |         | 63        | 67        | 24         |
| 1980 | 175.947     | 1.028.000   | 17,1        | 44         | 17         | 27         | 3.998                     |         | 39        | 48        | 13         |
| 1990 | 215.422     | 1.252.396   | 17,2        | 70         | 56         | 14         | 3.077                     |         | 35        | 66        | 13         |
| 1998 | 259.198     | 1.934.120   | 13,4        | 85         | 77         | 8          | 3.049                     | 1       | 17        | 101       | 20         |
| 2001 | 269.029     | 1.587.940   | 16,9        | 101        | 91         | 10         | 2.663                     |         | 21        | 104       | 21         |
| 2002 | 275.391     | 1.603.819   | 17,2        | 104        | 93         | 11         | 2.647                     |         | 22        | 96        | 21         |
| 2003 | 282.774     | 1.595.879   | 17,7        | 90         | 79         | 11         | 3.141                     | 1       | 27        | 104       | 23         |
| 2004 | 287.598     | 1.603.858   | 17,9        | 97         | 85         | 12         | 2.964                     |         | 24        | 108       | 25         |
| 2006 | 293.131     | 1.699.105   | 17,3        | 109        | 99         | 10         | 2.689                     |         | 31        | 112       | 41         |
| 2013 | 377.398     | 1.875.000   | 20,1        | 124        | 113        | 11         | 3.043                     | 1       | 31        | 108       | 52         |
| 2016 | 364.867     | 2.003.000   | 18,2        | 142        | 128        | 14         | 2.569                     | 1       | 36        | 109       | 55         |
| 2019 | 380.029     | 2.118.875   | 17,9        | 130        | 117        | 13         | 2.923                     |         | 47        | 116       | 55         |
| 2021 | 386.588     | 3.305.608   | 11,7        | 148        | 133        | 15         | 2.612                     |         | 58        | 129       | 56         |